# Zanzopsis pulchripennis
Zanzopsis pulchripennis är en stekelart som först beskrevs av Szepligeti 1911.  Zanzopsis pulchripennis ingår i släktet Zanzopsis och familjen bracksteklar. Inga underarter finns listade i Catalogue of Life.